# Wojciech Zieliński (chemik)
Wojciech Zieliński (ur. 5 października 1938 w Nowym Bytomiu, zm. 10 listopada 2024 w Gliwicach) – polski chemik, profesor i rektor Politechniki Śląskiej w latach 2002-2008.

## Życiorys
Mieszkał i pracował w Gliwicach. Absolwent Politechniki Śląskiej. Od 1962 r. do 2008 r. pracował na Wydziale Chemicznym w Instytucie Chemii i Technologii Organicznej, kolejno na stanowiskach: asystenta (od 1962), adiunkta (od 1968), docenta (1985), profesora nadzwyczajnego (1991), profesora zwyczajnego (2000). Jego zainteresowania naukowe i znaczące osiągnięcia w tym zakresie dotyczyły chemii organicznej, a w szczególności badań nad syntezą związków heterocyklicznych o potencjalnej aktywności biologicznej (leki, pestycydy). Był autorem ponad 150 publikacji i 19 patentów oraz wielu opracowań niepublikowanych, realizowanych na potrzeby przemysłu. Miał uznaną pozycję w środowisku naukowym, będąc wybranym członkiem prezydium Rady Naukowej Instytutu Przemysłu Organicznego w Warszawie (od 1992 r.), RN Centrum Polimerów PAN (od 1998 r.), RN Zakładu Karbochemii PAN (od 1998 r.), aktualnie Centrum Materiałów Polimerowych i Węglowych PAN, członkiem Komitetu ds. Pestycydów PAN, Komitetu PAN w Katowicach oraz Polskiego Komitetu Normalizacyjnego ds. Pestycydów. Recenzował liczne prace doktorskie – w tym zagraniczne – i habilitacyjne, oraz wnioski na tytuł profesora. Współpracował także z redakcją czasopisma Polish Journal of Applied Chemistry, recenzując liczne prace z zakresu chemii i technologii organicznej. Współpracował z wieloma ośrodkami naukowymi w kraju i za granicą. Miał bardzo dobre kontakty z przemysłem, będąc wieloletnim konsultantem w P.P.H. POCh w Gliwicach i utrzymując ścisłe kontakty z przedsiębiorstwami produkującymi środki ochrony roślin. Wdrożył kilkanaście technologii.
Pełnił z wyboru przez kilka kadencji funkcje zastępcy dyrektora (1981–1991) i dyrektora Instytutu Chemii i Technologii Organicznej Politechniki Śląskiej (1991–1997). W latach 1996–2002 pełnił funkcję prorektora ds. dydaktyki Politechniki Śląskiej, a następnie w latach 2002–2008 – rektora Politechniki Śląskiej. W tym czasie rozwinął szeroką działalność międzynarodową w dziedzinie edukacji. Był w komitecie sterującym cyklicznej międzynarodowej konferencji edukacji inżynierskiej (ICEE), utworzył międzynarodową sieć na rzecz edukacji inżynierskiej i badań (iNEER) i jest w jej władzach (iNEER Board), był członkiem Rady w Internationales Hochschulinstitut Zittau (Niemcy), a w latach 2007-2009 był jej prezydentem. Działał w Konferencji Prorektorów ds. Kształcenia Uczelni Technicznych, będąc między innymi inicjatorem powstania Komisji Akredytacyjnej Uczelni Technicznych, której był członkiem.
Za swoją działalność naukową, dydaktyczną i organizacyjną był wielokrotnie wyróżniony nagrodami Ministra. Był odznaczony Medalem Komisji Edukacji Narodowej, Złotym Krzyżem Zasługi, Krzyżem Kawalerskim i Oficerskim Orderem Odrodzenia Polski oraz wieloma odznaczeniami branżowymi i okolicznościowymi. W październiku 2008 roku otrzymał tytuł Doktora Honoris Causa Politechniki Lwowskiej.

## Życie prywatne
Był zięciem Zygmunta Majerskiego.